# Wilhelm Zesch
Wilhelm Zesch (* 8. November 1629 in Beverstedt; † 3. August 1682 in Jena) war ein deutscher evangelisch-lutherischer Theologe und Hochschullehrer.

## Leben
Wilhelm Zesch besuchte das Gymnasium in Bremen. Er sollte eigentlich Kaufmann werden. Ein Stipendium der Lübecker Schabbelstiftung ermöglichte ihm das Studium der Evangelischen Theologie an den Universitäten Jena, Leipzig, Wittenberg und Gießen. In Jena wurde er 1656 Magister. 1658 hielt er hier die Abdankungsrede in der Universitätskirche als Teil der Trauerfeierlichkeiten für den im Alter von 20 Jahren verstorbenen Studenten David Gloxin, den Sohn von David Gloxin. 1665 wurde er in Jena unter Johannes Musaeus zum Dr. theol. promoviert.
Im selben Jahr ging er als Superintendent nach Wertheim am Main. Dieses Amt legte er 1678 nieder, nachdem er wegen seiner streng antikatholischen Haltung Schwierigkeiten mit den römisch-katholischen Mitregenten aus dem Haus Löwenstein-Wertheim bekommen hatte. Er zog nach Jena, wo er als Privatgelehrter auf eine feste Anstellung wartete und zahlreiche Disputationen als Praeses abnahm. 1682 erhielt er durch Vermittlung Philipp Jacob Speners den Ruf auf die dritte theologische Professur, starb jedoch schon Tage nach Erhalt der Berufung.